# Jean-Chrétien Sibertin-Blanc
Jean-Chrétien Sibertin-Blanc, né le 31 octobre 1960 au Luxembourg, est un acteur franco-luxembourgeois.
Frère de la réalisatrice Anne Fontaine, il apparaît régulièrement à l'affiche des films de cette dernière. Il tient notamment le rôle principal des films Augustin et Augustin, roi du kung-fu, où il interprète le rôle d'Augustin Dos Santos, un personnage étrange et décalé au phrasé atypique.

## Filmographie

### Cinéma
- 1989 : Un tour de manège de Pierre Pradinas
- 1993 : Les histoires d'amour finissent mal... en général d'Anne Fontaine
- 1994 : Le Fils préféré de Nicole Garcia
- 1995 : La Fille seule de Benoît Jacquot
- 1995 : Augustin d'Anne Fontaine
- 1996 : La mémoire est-elle soluble dans l'eau ? de Charles Najman
- 1997 : On connaît la chanson d'Alain Resnais
- 1998 : Augustin, roi du kung-fu d'Anne Fontaine
- 2003 : Filles uniques de Pierre Jolivet
- 2005 : Entre ses mains d'Anne Fontaine
- 2006 : Nouvelle Chance d'Anne Fontaine
- 2008 : Mes stars et moi de Lætitia Colombani
- 2009 : Coco avant Chanel d'Anne Fontaine
- 2012 : Comme un chef de Daniel Cohen
- 2012 : Les Adieux à la reine de Benoît Jacquot
- 2012 : Vous n'avez encore rien vu d'Alain Resnais
- 2021 : Présidents d'Anne Fontaine

### Télévision
- 2001 : L'Aîné des Ferchaux de Bernard Stora
- 2007 : Monsieur Max de Gabriel Aghion
- 2007 : H.B. Human Bomb - Maternelle en otage (TV) de Patrick Poubel